# فرودگاه بوکورو
فرودگاه بوکورو (به انگلیسی: Bokoro Airport) یک فرودگاه همگانی با کد یاتا BKR است . این فرودگاه در کشور چاد قرار دارد .